# Мюрберг, Херман
Херман Юэль Мюрберг (швед. Herman Joel Myhrberg; 29 декабря 1889, Гётеборг — 9 августа 1919, Гётеборг) — шведский футболист, нападающий. Выступал за национальную сборную Швеции. Участник Олимпийских игр 1912 года.

## Биография
Выступал за «Эргрюте», в составе которого дважды становился чемпионом Швеции. В финальных встречах 1909 и 1912 годов забил три мяча в ворота «Юргордена».
6 ноября 1909 года дебютировал в составе национальной сборной Швеции в товарищеском матче с любительской сборной Англии. В этом матче, состоявшемся на стадионе «Анлаби Роуд» в Кингстон-апон-Халле, Мюрберг был капитаном команды, Швеция разгромно проиграла сопернику со счётом 0:7.
В июне 1912 года был в составе сборной Швеции на Олимпийских играх 1912 года в Стокгольме. На турнире принял участие в двух встречах: с Нидерландами (3:4) в основном и Италией (0:1) в утешительном турнире. В обеих встречах исполнял роль капитана.
Всего за сборную Швеции провёл 10 матчей, в которых забил два мяча.
Умер в Гётеборге 9 августа 1919 года.

## Достижения
Эргрюте
- Чемпион Швеции: 1909, 1913